# Réserve naturelle de Kazantypskyi
La réserve naturelle de Kazantypskyi (en ukrainien : Казанти́пський приро́дний запові́дник, en russe : Казанти́пский приро́дный запове́дник) est une petite réserve de 4,5 km2 située sur le cap Kazantyp de la péninsule de Kertch en Crimée, de droit en Ukraine et de fait en Russie. La réserve comprend à la fois le territoire du cap Kazantyp et le complexe côtier aquatique.

## Description
La réserve naturelle Kazantypskyi a été créée en 1998. La réserve protège les écosystèmes des zones côtières et également à proximité des communautés d'algues marines côtières. Les communautés végétales sont principalement associées au type steppique. 
Malgré sa petite taille, la réserve comprend 486 espèces de plantes vasculaires de Crimée et plus de la moitié des plantes de la péninsule de Kertch. La faune comprend notamment beaucoup d'oiseaux. 
La réserve naturelle de Kazantypskyi était répertoriée parmi les 138 zones les plus précieuses d'Ukraine, définies pour le programme Important Bird Area. Selon l'UNESCO, le cap Kazantyp est une réserve d'importance internationale classé.

## Faune et flore

### Flore
Flore sur la Liste rouge de l'UICN
1. Allium pervestitum
2. Rumia crithmifolia
3. Alyssum calycocarpum
4. Papaver maeoticum
5. Agropyron cimmericum
6. Crataegus taurica

Flore sur la Liste rouge européenne
1. Rumia crithmifolia
2. Centaurea aemulans
3. Senecio borysthenicus
4. Tanacetum paczoskii
5. Alyssum calycocarpum
6. Crataegus taurica
7. Galium xeroticum
8. Solanum zelenetzkii

Flore inscrite à la Convention sur la conservation de la faune et des habitats naturels européens
1. Crambe koktebelica
2. Zostera marina

Flore dans le Livre rouge d'Ukraine
Livre rouge d'Ukraine:
1. Allium pervestitum
2. Astrodaucus littoralis
3. Asperges brachyphyllus
4. Crambe koktebelica
5. Silene syreitschikowii
6. Silene viridiflora
7. Crocus pallasii
8. Orchis picta
9. Stipa brauneri
10. Stipa capillata
11. Stipa lessingiana
12. Stipa poetica
13. Stipa ucrainica

### Faune
Faune inscrite au Livre rouge de Russie
1. Rhinolophus ferrumequinum
2. Tursiops tronque ponticus
3. Phocana phocana relicta
4. Mustela eversmanni
5. Tadorna ferruginea
6. Falco naumanni
7. Himantopus himantopus
8. Heamatopus ostralegus
9. Egretta garszetta
10. Aguila rapax
11. Ophisaurus apodus
12. Coluber jugularis
13. Elaphe quatuorlineata
14. Vipera ursini renardi

Faune inscrite sur la liste rouge européenne
1. Phocana phocana relicta
2. Falco naumanni

Faune inscrite à la Convention sur la conservation de la faune et des habitats naturels européens
1. Crocidura suaveolens
2. Pipistrellus pipistrellus
3. Tursiops truncatus ponticus
4. Phocana phocana relicta
5. Mustela eversmanni
6. Phalacrocorax aristotelis
7. Tadorna ferruginea
8. Burhinus oedicnemus
9. Charadrius dubius
10. Casmerodius (Egretta) alba
11. Upupa epops
12. Bufo viridis
13. Ophisaurus apodus
14. Natrix tessellata
15. Vipera ursini renardi